# La Jemaye
La Jemaye foi uma comuna francesa na região administrativa da Nova Aquitânia, no departamento Dordonha. Estendia-se por uma área de 26 km². Em 2010 a comuna tinha 156 habitantes (densidade: 6 hab./km²).
Foi criada em 1 de janeiro de 2017, a partir da fusão das antigas comunas de La Jemaye-Ponteyraud.